# Rosay, Yvelines
Rosay este o comună în Franța, situată în departamentul Yvelines din regiunea Île-de-France.

## Geografie

### Locație
Comuna Rosay se află la aproximativ 11 km sud de Mantes-la-Jolie, în valea Vaucouleurs.
Teritoriul comunei cuprinde fundul văii Vaucouleurs, la aproximativ 50 m altitudine, și cei doi versanți, depășind doar la est platoul Mantois la peste 150 m altitudine.

### Comune învecinate
Este învecinată cu Villette la nord, cu Septeuil la sud, cu Boinvilliers la vest și cu Arnouville-lès-Mantes la est.

### Transport si comunicatii

#### Rețeaua de drumuri
Comuna este deservită de drumul departamental D 983 care leagă Mantes-la-Jolie de Houdan.

#### Transport in comun
Comuna este deservită de liniile 60 și 88 ale rețelei de autobuze din Centre și Sud Yvelines.

### Clima
În 2010, clima din comună era de tip oceanic al câmpiilor din Centru și de Nord, conform unui studiu a CNRS care se baza pe o serie de date care acoperă perioada 1971-2000. În 2020, Météo-France a publicat o tipologie a climei din Franța metropolitană în care comuna este expusă la un climat oceanic și se încadrează în regiunea climatică sud-vestică a bazinului parizian, caracterizată prin precipitații scăzute, în special în primăvară (120 până la 150 mm) și un iarnă rece (3,5 °C).
Pentru perioada 1971-2000, temperatura medie anuală este de 10,8 °C, cu o amplitudine termică anuală de 14,1 °C. Cantitatea medie anuală de precipitații este de 682 mm, cu 10,8 zile de precipitații în ianuarie și 8,2 zile în iulie. Pentru perioada 1991-2020, temperatura medie anuală observată la stația meteorologică situată în comuna Magnanville la 6 km distanță în linie dreaptă, este de 11,6 °C, iar cantitatea medie anuală de precipitații este de 641,5 mm. Pentru viitor, parametrii climatici estimati pentru comună pentru anul 2050, conform diferitelor scenarii de emisii de gaze cu efect de seră, pot fi consultati pe un site dedicat publicat de Météo-France în noiembrie 2022.

## Urbanism

### Tipologie
Rosay este o comună rurală, deoarece face parte din comunele puțin sau foarte puțin dense, conform grilei comunale de densitate a INSEE (Institutul Național de Statistică și Studii Economice).
De asemenea, comuna face parte din zona metropolitană a Parisului, fiind o comună din coroana metropolitană. Această zonă cuprinde 1.929 de comune.

### Utilizare simplificată a terenului
Teritoriul comunei se compunea în 2017 din 88,03% spații agricole, forestiere și naturale, 7,17% spații deschise artificial și 4,8% spații construite.

## Toponimie
Rosay este un tip toponimic bazat pe vechiul francez ros, care înseamnă stuf, derivat din vechiul francic de jos raus, cu același sens, format cu sufixul vechi -ei, corespondentul masculin al sufixului -aie, care desemnează un grup de plante aparținând aceleiași specii (ex.: chênaie - pădure de stejari, hêtraie - pădure de fagi, etc.). Acest toponim ar fi legat de existența stufărișurilor în fundul umed al văii Vaucouleurs, teren mlăștinos unde cresc stufărișurile.
Există omonimie cu Rosay în departamentul Eure și cu diferitele localități numite Rosoy.

## Istorie
Satul Rosay avea odinioară o leprozerie. Abația Saint-Denis a fost seniorul dominant, iar ulterior a devenit proprietatea casei Saint-Cyr până la Revoluția Franceză.
În secolul al XIV-lea, senioria Bas-Rosay, care aparținea familiei Courtin, și cea din Haut-Rosay, care aparținea familiei Fredet, au fost unite în 1513 prin căsătoria unei domnișoare din familia Fredet cu Jean Guillaume Courtin. Senioria a fost ridicată la rangul de marchizat de Rosay-Villette în 1671 în favoarea lui François Briçonnet, soțul lui Geneviève Courtin, și a fost vândută în 1748 lui Charles Savalette de Magnanville. Ea a trecut în 1760 la Jacques Louis de Bretignières, ultimul marchiz de Rosay-Villette.

## Administrație

### Organe administrative și judiciare
Comuna Boinvilliers este parte din cantonul Bonnières-sur-Seine și este afiliată la comunitatea comunelor din Pays Houdanais (CCPH).
În ceea ce privește aspectul electoral, comuna este asociată cu a noua circumscripție electorală din Yvelines, o circumscripție cu dominanță rurală în nord-vestul departamentului Yvelines.
Pe plan judiciar, Boinvilliers face parte din jurisdicția instanței din Mantes-la-Jolie și, ca toate comunele din Yvelines, se supune tribunalului judiciar și tribunalului comercial din Versailles.

### Date demografice

#### Evoluția demografică
Evoluția numărului de locuitori este cunoscută prin recensămintele populației efectuate în comună începând din 1793. Pentru comunele cu mai puțin de 10 000 de locuitori, un recensământ al întregii populații este realizat la fiecare cinci ani, populațiile legale pentru anii intermediari fiind estimate prin interpolare sau extrapolare. Pentru comună, primul recensământ exhaustiv în cadrul noului dispozitiv a fost realizat în 2005.
În 2021, comuna număra 377 locuitori, în creștere cu 4,72% față de 2015 (Yvelines: +2,04%, Franța fără Mayotte: +1,84%).
| An        | 1793 | 1821 | 1841 | 1856 | 1872 | 1886 | 1901 | 1921 | 1936 | 1962 | 1982 | 2006 | 2015 | 2021 |
| --------- | ---- | ---- | ---- | ---- | ---- | ---- | ---- | ---- | ---- | ---- | ---- | ---- | ---- | ---- |
| Populație | 460  | 482  | 391  | 401  | 304  | 294  | 293  | 231  | 292  | 302  | 346  | 362  | 360  | 377  |

#### Piramida vârstei
În 2018, rata persoanelor cu vârsta sub 30 de ani era de 28,9%, sub media departamentală de 38%. În schimb, rata persoanelor cu vârsta peste 60 de ani era de 28,2% în același an, în timp ce la nivel departamental era de 21,7%.
În 2018, comuna avea 180 bărbați și 191 femei, ceea ce reprezenta un procent de 51,48% femei, ușor peste rata departamentală de 51,32%.

## Cultura și patrimoniul local

### Locuri si monumente
- Biserica Sainte-Anne este o mică biserică de piatră construită în 1910 prin subscripție privată.
- Castelul Haut-Rosay: un castel din cărămidă roșie cu elemente din piatră albă, datând din timpul domniei lui Ludovic al XIII-lea, construit pentru Jean Courtin. François Courtin a adăugat în jurul anului 1660 turnulețe și a trasat un parc. Dependințele, la fel ca și capela, au fost construite sub domnia lui Ludovic al XV-lea, poate de către arhitectul François II Franque pentru Charles Savalette. Arhitectul Denis Antoine a realizat amenajări interioare pentru Jacques Louis de Brétignières. El a conceput probabil și unele dintre construcțiile din parc, a căror realizare s-a întins pe o perioadă de aproximativ patruzeci de ani, până la începutul secolului al XIX-lea (templul Prieteniei, subteranul, lanțul de apă etc.).
- Capela Sainte-Anne: capelă privată a castelului, datând din secolul al XIII-lea.
- Spălătorie acoperită: din secolul al XX-lea.
- Pod submersibil: fără balustradă și proiectat cu un profil sinuos pentru a facilita trecerea apei.
- Lac de pescuit: amenajat pentru activități de pescuit.

### Heraldică
|  | Rosay - Pe fond de aur, o fascie albastră încărcată cu un semilună de aur, însoțită de trei trandafiri roșii cu tije verzi. |